# Ndua barbata
Ndua barbata är en insektsart som beskrevs av Rauno E. Linnavuori 1978. Ndua barbata ingår i släktet Ndua och familjen dvärgstritar. Inga underarter finns listade i Catalogue of Life.